# Thomas Adler
Thomas Adler (* 23. Januar 1965 in Fürth) ist ein ehemaliger deutscher Fußballspieler und heutiger Fußballtrainer. Er war Stürmer.

## Laufbahn
Der 1965 geborene Thomas Adler spielte ab 1971 in der Jugend der SpVgg Fürth und begann seine Seniorenkarriere in der ersten Mannschaft des Bayernligisten, wo er bis 1986 spielte. Nach einem zwischenzeitlichen Wechsel zum FC Herzogenaurach stand der Stürmer ab 1988 bei Blau-Weiß 90 Berlin unter Vertrag, einem damaligen Zweitligisten. Erstmals in Erscheinung trat Thomas Adler in der Saison 1990/91, in der er mit 21 Toren drittbester Torschütze der 2. Bundesliga hinter Michael Tönnies und Marcus Marin wurde.
Nach diesem Erfolg wechselte Adler zum gerade aus der ersten Liga abgestiegenen Bayer 05 Uerdingen, mit dem ihm in der folgenden Saison 1991/92 die Meisterschaft der 2. Bundesliga und damit der Aufstieg in die 1. Bundesliga gelang. 1992/93 spielte Adler mit Uerdingen seine einzige Saison in der 1. Bundesliga; dabei bestritt er 19 Spiele und erzielte zwei Tore. Der Verein stieg wieder in die 2. Liga ab.
Nach dem Abstieg wechselte Adler zum Oberligisten Fortuna Düsseldorf, mit dem ihm 1993/94 die Meisterschaft und damit der Aufstieg in die 2. Bundesliga gelang. 1994 wechselte er zum Regionalligisten Tennis Borussia Berlin, bei dem er bis 1998 spielte. Der größte Erfolg in dieser Zeit war der Gewinn der Deutschen Amateurmeisterschaft 1998 und der Aufstieg in die 2. Bundesliga, den TeBe in Adlers letzter Spielzeit im Verein erreichte. Der inzwischen 33-jährige Adler wechselte nach dieser Saison zum Bayernligisten SC Feucht, für den er noch zwei Jahre spielte.

### Erfolge
- 1992: Meister der 2. Bundesliga und Aufstieg in die 1. Bundesliga mit Bayer 05 Uerdingen
- 1994: Meister der Oberliga Nordrhein und Aufstieg in die 2. Bundesliga mit Fortuna Düsseldorf
- 1996: Meister der Regionalliga Nordost mit Tennis Borussia Berlin
- 1998: Meister der Regionalliga Nordost, Deutscher Amateurmeister und Aufstieg in die 2. Bundesliga mit Tennis Borussia

## Trainer
Er begann als Spielertrainer beim TV Hemau und machte seinen Trainerschein. Dann war er als Jugendtrainer beim 1. FC Nürnberg. Ab 2005 trainierte er die U16, zuletzt die U17 der Cluberer. Nachdem er beurlaubt worden war, fing er im August 2007 bei der SG Quelle Fürth an und trainierte zuerst die B-Jugend und von 2008 bis 2010 die A-Jugend. Zum Ende der Saison 2009/10 übernahm Adler dann die Landesligamannschaft der Quelle. Zur Saison 2015/16 hatte Adler die DJK Ammerthal übernommen, allerdings wurde das Engagement noch vor der Winterpause beendet.